# Crematogaster solenopsides
Crematogaster solenopsides är en myrart som beskrevs av Carlo Emery 1899. Crematogaster solenopsides ingår i släktet Crematogaster och familjen myror.

## Underarter
Arten delas in i följande underarter:
- C. s. costeboriensis
- C. s. flavida
- C. s. mandonbii
- C. s. solenopsides